# Bom Despacho (gemeente)
Bom Despacho is een gemeente in de Braziliaanse deelstaat Minas Gerais. De gemeente telt 44.265 inwoners (schatting 2009).
De gemeente grenst aan Moema, Martinho Campos, Araújos, Leandro Ferreira, Dores do Indaiá en Santo Antônio do Monte.